# Mosara lateralis
Mosara lateralis là một loài bướm đêm trong họ Noctuidae.